# Xoxocotla (kommun)
Xoxocotla är en kommun i Mexiko.   Den ligger i delstaten Veracruz, i den sydöstra delen av landet, 230 km öster om huvudstaden Mexico City.
Följande samhällen finns i Xoxocotla:
- Xoxocotla
- Tlilcalco
- Tenexapa
- Tepeyolulco
- Cuxtepec
- Mazituaya
- Tula
- Tecalatzompa
- Zolihua
- Llano Grande
- Barre Viento